# Pentre Ifan
Pentre Ifan je ime starodavnega zaselka v civilni župniji Nevern, Pembrokeshire, Wales. Svoje ime je posodil največjemu in najbolje ohranjenemu neolitskemu dolmenu v Walesu. Je spomeniško zaščiten in je eden od treh valižanskih spomenikov, ki je pravno zaščiten z zakonom  (Ancient Monuments Protection Act 1882). Zdaj je v skrbništvu agencije Cadw in je javno dostopen.

## Spomenik
Danes sestavlja dolmen sedem glavnih kamnov. Največji kamen je ogromna preklada, 5 m dolga, 2,4 m široka in 0,9 m debela. Predvidevajo, da tehta 16 ton in leži na konicah treh pokončnih kamnov, nekateri so visoki 2,5 m. Skupaj je šest pokončnih kamnov. Od preostalih treh dva portalna kamna oblikujeta vhod, tretji pa stoji pod kotom in se zdi, da blokira vrata.

## Izvirna uporaba
Dolmen izvira iz približno 3500 pr. n. št. in je opredeljen kot grobišče skupnosti. V skladu s to teorijo so kamni oblikovali portal in glavno grobno komoro, ki naj bi bila prvotno prekrita z velikim kupom kamenja približno 30 m v dolžino in 17 m v širino. Nekatere robnike, ki so označevali rob gomile, so našli med izkopavanji. Kamnita komora je bila na južnem koncu dolge gomile, ki se je raztegovala na sever. Ostalo je zelo malo materiala, ki je sestavljal gomilo. Večina kamnov je bila razmetana, vsaj sedem kamnov je v svoji prvotni legi. Izdelan vhod, ki ga obkroža portal,  bi lahko bil poznejši dodatek in je bil skrbno zgrajen kot suhozid. Posamezni pokopi naj bi bili v kamniti komori, ki naj bi jo uporabili večkrat. V grobnici niso našli sledi kosti, kar povečuje verjetnost, da so jih pozneje prenesli drugam.

### Druga teorija
Glavna študija Cumminga in Richarda leta 2014 je dala drugačno razlago za spomenik. Odkrila sta več razpoznavnih lastnosti, ki spomenik uvrščajo med dolmene in so pri Pentre Ifanu zelo izraziti.
Ti spomeniki imajo običajno velik zgornji kamen – preklado, veliko večji, kot je potrebno in smiselno, če je bil cilj, da je to streha nad komoro. Končni kamen ima ravno spodnjo stran. Včasih, tako kot v tem primeru, je bilo to doseženo z razdelitvijo skale, drugje, na primer pri Garn Turnu, okoli 12 km jugozahodno, pa je bil s trudom izklesan z uporabo kamnitega orodja. Preklada je podprta na poševnih konicah vitkih podpornikov. Kot pri Pentre Ifanu so pogosto še drugi kamni v skupini, vendar nimajo nobene vloge pri podpiranju preklade in posledično se zdi, kot da ogromen kamen lebdi nad drugimi kamni. Zdi se, da premišljeno in zaželeno. Če so to ključne prvine spomenika, potem kamni niso bili namenjeni za pokopno gomilo in  niso oblikovali komore, ki bi vsebovala kosti. Kar vidimo danes, je spomenik, kot naj bi ga videli. Njegov namen je lahko samo dokaz statusa in spretnosti graditeljev ali dodati pomen in težo pomembnemu kraju.

### Konstrukcija
Sama velikost preklade večjih dolmenov večinoma daje slutiti, da kamna niso prinesli od drugod, ampak je že stal kot samostojen ledeniški balvan na istem kraju kot zdaj. Izkopavanja leta 1948 so potrdili idejo, da so na Pentre Ifanu izkopali veliko jamo, da so poudarili kamen, morda ustvarili ravno spodnjo stran, da so ga lahko nato  dvignili, dvigali so ga počasi s pomočjo palic, vrvi, pri čemer je sodelovalo veliko ljudi, in z uporabo rastočega kupa skal. Ko je bil na želeni višini, so bili potrebni podporni stebri, odstraniti je bilo treba odvečni material, da so dobili, kar so želeli.

## Arheologija
Pentre Ifan so proučevali že zgodnji potniki in starinarji in je hitro postal znan kot podoba starega Walesa z vrezanimi romantičnimi kamni. George Owen je leta 1603 pisal o tem z navdušenjem, Richard Tongue ga je naslikal leta 1835.
Prva zakonodaja Združenega kraljestva za varstvo spomenikov je bila dokončno sprejeta leta 1882 in The Pentre Evan Cromlech (kot je bil imenovan) je bil prvi na seznamu 68 zavarovanih območij, eden od le treh v Walesu. 8. junija 1884, dve leti po sprejetju prvega zakona o antičnih spomenikih, ga je Augustus Pitt Rivers, britanski prvi spomeniški inšpektor, obiskal in izdelal skico oblike spomenika. Pravno varstvo je z zakonom določalo omejitve. Odstranjevanje koščic ali predmetov je bilo kaznivo dejanje, vendar je bil lastnik spomenika oproščen pregona. Zakon pa je določil komisarja dela, ki je postal "varuh" zaščitenega spomenika – čeprav je zemljišče, na katerem stoji, še vedno v zasebni lasti. Posledica obiska Pitta Riversa je bila vzpostavljena zaščita in komisar za dela in njegovi različni nasledniki – organi – so bili od tedaj varuhi Pentre Ifana.
Arheološka izkopavanja so bila v letih 1936/1937 in 1958/1959, vodil jih je William Francis Grimes. Prepoznana je bila vrsta obrednih jam, ki so ležale pod gomilo in so verjetno zgodnejše. Našli so tudi robnike gomile, vendar ne v celotnem zaporedju, in uskladili več boksov kot kamnito komoro. Našli so zelo malo predmetov,le kresilne kosmiče in nekaj valižanske (zahodne) keramike.
Dolmen vzdržuje in upravlja Cadw, valižanska agencija za zgodovinske spomenike. Nahajališče je urejeno in vstop prost. Je približno 17 km od Cardigana in 5 km vzhodno od Newporta, Pembrokeshire.